# Формула-1 — Гран-прі Мехіко 2023
Гран-прі Мехіко 2023 (офіційно — Formula 1 Gran Premio de la Ciudad de México 2023) — автоперегони чемпіонату світу з Формули-1, які відбулися 29 жовтня 2023 року. Гонка була проведена на автодромі імені братів Родрігес у Мехіко, Мексика. Це дев'ятнадцятий етап Чемпіонату світу і двадцять четверте Гран-прі Мексики/Мехіко в історії.
Переможцем гонки став нідерландець Макс Ферстаппен (Ред Булл-Хонда RBPT), здобувши свою рекордну шістнадцяту перемогу в сезоні. Друге місце посів Льюїс Гамільтон (Мерседес), а третє — Шарль Леклер (Феррарі), стартувавши з поулу. Данієль Ріккардо, який виступав за AlphaTauri, кваліфікувався четвертим і фінішував сьомим, що стало найкращим результатом команди в сезоні в обох сесіях.

## Розклад закиївським часом
| Дата           | Подія           | Час           |
| -------------- | --------------- | ------------- |
| 27 жовтня 2023 | Вільний заїзд 1 | 21:30 — 22:30 |
| 28 жовтня 2023 | Вільний заїзд 2 | 01:00 — 02:30 |
| 28 жовтня 2023 | Вільний заїзд 3 | 20:30 — 21:30 |
| 29 жовтня 2023 | Кваліфікація    | 00:00 — 01:00 |
| 29 жовтня 2023 | Гонка           | 22:00 — 00:00 |
| Джерело:       |                 |               |

## Шини
Під час Гран-прі було дозволено використовувати 3 типи шин Pirelli: hard (C3), medium (C4) і soft (C5). На випадок дощу, можливим було використання шин intermediate і wet.
| Hard (C3) | Medium (C4) | Soft (C5) | Intermediate | Wet |
| --------- | ----------- | --------- | ------------ | --- |

## Кваліфікація
| Поз.                    | №  | Пілот             | Конструктор                  | Кваліфікаційний час | Кваліфікаційний час | Кваліфікаційний час | Старт |
| Поз.                    | №  | Пілот             | Конструктор                  | Q1                  | Q2                  | Q3                  | Старт |
| ----------------------- | -- | ----------------- | ---------------------------- | ------------------- | ------------------- | ------------------- | ----- |
| 1                       | 16 | Шарль Леклер      | Ferrari                      | 1:18.401            | 1:17.901            | 1:17.166            | 1     |
| 2                       | 55 | Карлос Сайнс мол. | Ferrari                      | 1:18.755            | 1:18.382            | 1:17.233            | 2     |
| 3                       | 1  | Макс Ферстаппен   | Red Bull Racing-Honda RBPT   | 1:18.099            | 1:17.625            | 1:17.263            | 3     |
| 4                       | 3  | Данієль Ріккардо  | AlphaTauri-Honda RBPT        | 1:18.341            | 1:17.706            | 1:17.382            | 4     |
| 5                       | 11 | Серхіо Перес      | Red Bull Racing-Honda RBPT   | 1:18.553            | 1:18.124            | 1:17.423            | 5     |
| 6                       | 44 | Льюїс Гамільтон   | Mercedes                     | 1:18.677            | 1:17.571            | 1:17.454            | 6     |
| 7                       | 81 | Оскар Піастрі     | McLaren-Mercedes             | 1:18.241            | 1:17.874            | 1:17.623            | 7     |
| 8                       | 63 | Джордж Расселл    | Mercedes                     | 1:18.893            | 1:17.673            | 1:17.674            | 8     |
| 9                       | 77 | Вальттері Боттас  | Alfa Romeo-Ferrari           | 1:18.429            | 1:18.016            | 1:18.032            | 9     |
| 10                      | 24 | Чжоу Гуаньюй      | Alfa Romeo-Ferrari           | 1:19.016            | 1:18.440            | 1:18.050            | 10    |
| 11                      | 10 | П'єр Гаслі        | Alpine-Renault               | 1:18.945            | 1:18.521            | Н/Д                 | 11    |
| 12                      | 27 | Ніко Гюлькенберг  | Haas-Ferrari                 | 1:18.969            | 1:18.524            | Н/Д                 | 12    |
| 13                      | 14 | Фернандо Алонсо   | Aston Martin Aramco-Mercedes | 1:18.848            | 1:18.738            | Н/Д                 | 13    |
| 14                      | 23 | Александр Албон   | Williams-Mercedes            | 1:18.828            | 1:19.147            | Н/Д                 | 14    |
| 15                      | 22 | Юкі Цунода        | AlphaTauri-Honda RBPT        | 1:18.890            | Без часу            | Н/Д                 | 181   |
| 16                      | 31 | Естебан Окон      | Alpine-Renault               | 1:19.080            | Н/Д                 | Н/Д                 | 15    |
| 17                      | 20 | Кевін Магнуссен   | Haas-Ferrari                 | 1:19.163            | Н/Д                 | Н/Д                 | 16    |
| 18                      | 18 | Ленс Стролл       | Aston Martin Aramco-Mercedes | 1:19.227            | Н/Д                 | Н/Д                 | ПЛ2   |
| 19                      | 4  | Ландо Норріс      | McLaren-Mercedes             | 1:21.554            | Н/Д                 | Н/Д                 | 17    |
| Правило 107 %: 1:23.565 |    |                   |                              |                     |                     |                     |       |
| —                       | 2  | Логан Сарджент    | Williams-Mercedes            | Без часу            | Н/Д                 | Н/Д                 | 193   |
| Джерело:                |    |                   |                              |                     |                     |                     |       |

Виноски
- ↑ 1 – Юкі Цунода був зобов'язаний розпочати гонку з кінця стартової решітки за перевищення квоти елементів силових агрегатів і компонентів коробки передач.[4][5]
- ↑ 2 – Ленс Стролл кваліфікувався 18-м, але був змушений розпочати гонку з піт-лейну, оскільки  на його машині були встановлені елементи специфікацій, відмінних від тих, що використовувалися з початку дії умов parc fermé.[4][6]
- ↑ 3 – Логан Сарджент не зміг встановити час під час кваліфікації. Йому було дозволено брати участь у перегонах на розсуд стюардів. Він також отримав 10 місць штрафу на старті за обгін під жовтими прапорами в першому сегменті кваліфікації. Він піднявся на одну стартову позицію вище після штрафу Ленса Стролла.[4][7]

## Перегони
| Поз.                                                            | №  | Пілот             | Конструктор                  | Кола | Час/Відставання           | Старт | Очки |
| --------------------------------------------------------------- | -- | ----------------- | ---------------------------- | ---- | ------------------------- | ----- | ---- |
| 1                                                               | 1  | Макс Ферстаппен   | Red Bull Racing-Honda RBPT   | 71   | 2:02:30.814               | 3     | 25   |
| 2                                                               | 44 | Льюїс Гамільтон   | Mercedes                     | 71   | +13.875                   | 6     | 18+1 |
| 3                                                               | 16 | Шарль Леклер      | Ferrari                      | 71   | +23.124                   | 1     | 15   |
| 4                                                               | 55 | Карлос Сайнс мол. | Ferrari                      | 71   | +27.154                   | 2     | 12   |
| 5                                                               | 4  | Ландо Норріс      | McLaren-Mercedes             | 71   | +33.266                   | 17    | 10   |
| 6                                                               | 63 | Джордж Расселл    | Mercedes                     | 71   | +41.020                   | 8     | 8    |
| 7                                                               | 3  | Данієль Ріккардо  | AlphaTauri-Honda RBPT        | 71   | +41.570                   | 4     | 6    |
| 8                                                               | 81 | Оскар Піастрі     | McLaren-Mercedes             | 71   | +43.104                   | 7     | 4    |
| 9                                                               | 23 | Александр Албон   | Williams-Mercedes            | 71   | +48.573                   | 14    | 2    |
| 10                                                              | 31 | Естебан Окон      | Alpine-Renault               | 71   | +1:02.879                 | 15    | 1    |
| 11                                                              | 10 | П'єр Гаслі        | Alpine-Renault               | 71   | +1:06.208                 | 11    |      |
| 12                                                              | 22 | Юкі Цунода        | AlphaTauri-Honda RBPT        | 71   | +1:18.982                 | 18    |      |
| 13                                                              | 27 | Ніко Гюлькенберг  | Haas-Ferrari                 | 71   | +1:20.309                 | 12    |      |
| 14                                                              | 24 | Чжоу Гуаньюй      | Alfa Romeo-Ferrari           | 71   | +1:21.676                 | 10    |      |
| 15                                                              | 77 | Вальттері Боттас  | Alfa Romeo-Ferrari           | 71   | +1:25.5972                | 9     |      |
| 163                                                             | 2  | Логан Сарджент    | Williams-Mercedes            | 70   | Паливний насос            | 19    |      |
| 173                                                             | 18 | Ленс Стролл       | Aston Martin Aramco-Mercedes | 66   | Пошкодження від зіткнення | ПЛ    |      |
| Схід                                                            | 14 | Фернандо Алонсо   | Aston Martin Aramco-Mercedes | 47   | Пошкодження від зіткнення | 13    |      |
| Схід                                                            | 20 | Кевін Магнуссен   | Haas-Ferrari                 | 31   | Аварія                    | 16    |      |
| Схід                                                            | 11 | Серхіо Перес      | Red Bull Racing-Honda RBPT   | 1    | Пошкодження від зіткнення | 5     |      |
| Найшвидше коло: Льюїс Гамільтон (Mercedes) – 1:21.334 (71 коло) |    |                   |                              |      |                           |       |      |
| Джерело:                                                        |    |                   |                              |      |                           |       |      |

Виноски
- ↑ 1 – Вальттері Боттас фінішував 14-м на трасі, але після гонки отримав п'ять секунд штрафу за зіткнення з Ленсом Строллом.[8][11]
- ↑ 2 – Логан Сарджент та Ленс Стролл були класифіковані, оскільки подолали понад 90 % дистанції.[8]

## Положення в чемпіонаті після Гран-прі
|          | Поз. | Пілот             | Очки |
| -------- | ---- | ----------------- | ---- |
|          | 1    | Макс Ферстаппен*  | 491  |
|          | 2    | Серхіо Перес      | 240  |
|          | 3    | Льюїс Гамільтон   | 220  |
| 1        | 4    | Карлос Сайнс мол. | 183  |
| 1        | 5    | Фернандо Алонсо   | 183  |
| Джерело: |      |                   |      |

|          | Поз. | Конструктор                  | Очки |
| -------- | ---- | ---------------------------- | ---- |
|          | 1    | Red Bull Racing-Honda RBPT*  | 731  |
|          | 2    | Mercedes                     | 371  |
|          | 3    | Ferrari                      | 349  |
|          | 4    | McLaren-Mercedes             | 256  |
|          | 5    | Aston Martin Aramco-Mercedes | 236  |
| Джерело: |      |                              |      |

- Примітка: Тільки найвищі п'ять позицій вказані в обох заліках.
- Жирним шрифтом та зірочкою позначено учасників, які мають теоретичні шанси на чемпіонство.